# Joseph Salemi
Joseph Salemi, detto Pete (Corleone, 15 settembre 1902 – Stati Uniti, 17 gennaio 2003), è stato un musicista statunitense, trombonista jazz.

## Biografia
Nacque a Corleone, in Sicilia, il 15 settembre 1902. Era il più piccolo di tre fratelli e una sorella.
Si trasferì negli Stati Uniti con suo padre nel 1914. Ebbe l'onore di suonare con Frank Sinatra e Judy Garland, ma è ricordato soprattutto per aver suonato con la Gene Kardos Orchestra nel 1931. Suonò con molte altre orchestre e alla cerimonia di insediamento dei presidenti Harry Truman e Dwight Eisenhower.
| Controllo di autorità | Europeana agent/base/147893 |